# Gasteropelecus
Gasteropelecus – rodzaj małych, słodkowodnych ryb kąsaczokształtnych z rodziny pstrążeniowatych (Gasteropelecidae).

## Występowanie
Ameryka Południowa (dorzecze Amazonki) i Ameryka Środkowa (Panama).

## Klasyfikacja
Gatunki zaliczane do tego rodzaju:
- Gasteropelecus levis
- Gasteropelecus maculatus – pstrążeń plamisty[3]
- Gasteropelecus sternicla – pstrążeń srebrzysty[4]

Gatunkiem typowym jest Clupea sternicla (G. sternicla).